# Bí thư Thành ủy (Việt Nam)
Bí thư Thành ủy là người đứng đầu Thành ủy, chịu trách nhiệm toàn diện trước Ban Chấp hành Trung ương Đảng, chịu trách nhiệm cao nhất trước Thành ủy, Ban Thường vụ Thành ủy, Thường trực Thành ủy, cùng Thành ủy, Ban Thường vụ Thành ủy và Thường trực Thành ủy chịu trách nhiệm trước Ban Chấp hành Trung ương Đảng, Bộ Chính trị, Ban Bí thư, Tỉnh ủy (nếu là thành phố thuộc tỉnh) trước nhân dân thành phố về sự lãnh đạo của Đảng trên tất cả các lĩnh vực trên địa bàn thành phố.
Bí thư Thành ủy do Ban Chấp hành Đảng bộ thành phố bầu ra, và được sự phê chuẩn của Ban chấp hành Trung ương Đảng, Bộ Chính trị, Ban Bí thư, Ban chấp hành Đảng bộ tỉnh (nếu thành phố thuộc tỉnh). Trường hợp ngoại lệ là Bí thư Thành ủy Hà Nội và Bí thư Thành ủy Thành phố Hồ Chí Minh do Bộ Chính trị chỉ định, chứ không phải do Ban Chấp hành Đảng bộ bầu ra. Bí thư Thành ủy có thể được Ban chấp hành Trung ương, Bộ Chính trị, Ban Bí thư luân chuyển công tác, điều hoặc đề xuất chức vụ Bí thư Thành ủy cho Thành ủy bầu.
Bí thư Thành ủy có thể kiêm nhiệm chức vụ Chủ tịch Ủy ban Nhân dân, Chủ tịch Hội đồng Nhân dân Thành phố. Bí thư Thành ủy thành phố trực thuộc Trung ương là Ủy viên Trung ương Đảng, riêng Hà Nội và Thành phố Hồ Chí Minh là Ủy viên Bộ Chính trị. Bí thư Thành ủy trực thuộc Tỉnh là Ủy viên Ban Thường vụ Tỉnh ủy.

## Quyền hạn

### Thành phố Trung ương
Bí thư Ban chấp hành Đảng bộ Thành phố trực thuộc Trung ương có quyền hạn và nhiệm vụ:
- Thay mặt Ban Thường vụ, Thường trực Thành ủy chủ trì, định hướng thảo luận, kết luận các hội nghị của Thành ủy, Ban Thường vụ và Thường trực Thành ủy; chủ động đề xuất, trao đổi trong Thường trực những vấn đề lớn, quan trọng đệ trình Ban Thường vụ Thành ủy, Ban chấp hành Đảng bộ Thành phố thảo luận, quyết định.
- Chỉ đạo tổ chức quán triệt trong Đảng bộ, nhân dân thành phố và trực tiếp tổ chức quán triệt trong Thành ủy, Ban Thường vụ Thành ủy các nghị quyết, chị thị của Trung ương Đảng; chị đạo định hướng chuẩn bị các đề án quan trọng nhằm cụ thể hóa các nghị quyết, chỉ thị của Đảng để trình Hội nghị Thành ủy, Ban Thường vụ Thành ủy thảo luận, quyết định; chỉ đạo việc thực hiện và kiểm tra việc thực hiện những nghị quyết, quyết định, chỉ thị của Trung ương, của Thành ủy, Ban Thường vụ Thành ủy.
- Trực tiếp làm Bí thư Đảng ủy Quân sự Thành phố và tham gia Đảng ủy Quân khu; trực tiếp nắm và chỉ đạo những vấn đề cơ mật về quốc phòng, an ninh, đối ngoại, về công tác bảo vệ Đảng; chỉ đạo chung về công tác xây dựng Đảng, hệ thống chính trị của toàn Đảng bộ; trực tiếp phụ trách và chịu trách nhiệm chỉ đạo công tác tổ chức cán bộ, xây dựng quy hoạch, bồi dưỡng cán bộ kế cận chủ chốt, nhất là cán bộ kế cận chức vụ mình đang đảm nhiệm, công tác tư tưởng của Đảng bộ; công tác giải quyết đơn thư khiếu nại, tố cáo. Chủ động kiến nghị với Thành ủy, Ban Thường vụ Thành ủy các chủ trương, biện pháp để cải tiến và đổi mới phương thức lãnh đạo của Thành ủy; bảo đảm cho sinh hoạt của Thành ủy, Ban Thường vụ và Thường trực Thành ủy được thực hiện đúng theo quy chế, đúng nguyên tắc lãnh đạo Đảng; giữ vững khối đoàn kết, thống nhất trong nội bộ Thành ủy và trong Đảng bộ Thành phố.
- Chỉ đạo việc sơ kết, tổng kết theo định kỳ việc thực hiện các nghị quyết chỉ thị của Đảng và chỉ đạo tổng kết các mặt công tác lớn của Đảng bộ Thành phố; thay mặt Thành ủy báo cáo với Trung ương và thông báo cho các cấp ủy về tình hình thực hiện các nghị quyết, chỉ thị của Đảng ở Đảng bộ Thành phố và hoạt động của Thành ủy theo đúng chế độ quy định; khi cần thiết trực tiếp báo cáo với Bộ Chính trị, Ban Bí thư Trung ương về tình hình của thành phố và chịu trách nhiệm về những nội dung báo cáo đó.
- Chỉ đạo Phó Bí thư Thường trực giải quyết các công việc hằng ngày của Đảng bộ và các nhiệm vụ được giao; Chỉ đạo Phó Bí thư, Chủ tịch Ủy ban Nhân dân Thành phố-Bí thư Ban cán sự Đảng ủy ban Nhân dân thành phố và Chủ tịch Hội đồng Nhân dân Thành phố-Bí thư Đảng đoàn Hội đồng Nhân dân Thành phố, lãnh đạo Ban cán sự Đảng ủy ban Nhân dân và Đảng đoàn Hội đồng Nhân dân Thành phố tổ chức triển khai thực hiện nghị quyết, chỉ thị của Trung ương Đảng và của Thành ủy về công tác quản lý nhà nước trên địa bàn thành phố và các nhiệm vụ được giao.
- Thay mặt Thành uỷ, Ban Thường vụ Thành ủy ký các nghị quyết, chỉ thị, chương trình, quyết định và các văn bản quan trọng của Thành ủy, Ban Thường vụ Thành ủy.
- Các quyết định xử lý mang tính chất lãnh đạo, chỉ đạo Bí thư Thành ủy do Văn phòng Thành ủy thừa lệnh thông báo bằng văn bản, trừ trường hợp Bí thư Thành ủy chỉ đạo trực tiếp.
- Giữa nhiệm kỳ và cuối nhiệm kỳ báo cáo kết quả công tác trước Thành ủy.

### Thành phố thuộc Tỉnh
Phụ trách chung, chủ trì các công việc của Ban chấp hành, Ban Thường vụ, Thường trực Thành uỷ; đề xuất những vấn đề lớn để Thành ủy, Ban Thường vụ bàn và quyết định.
- Chủ trì và kết luận các cuộc họp.
- Tổ chức quán triệt trong Thành uỷ, Ban Thường vụ Thành uỷ và trong toàn Đảng bộ các Nghị quyết, Chỉ thị của Đảng; chỉ đạo chuẩn bị những đề án quan trọng nhằm cụ thể hoá các Chỉ thị, Nghị quyết của Đảng để trình Hội nghị Thành uỷ, Ban Thường vụ thảo luận, quyết định.
- Chỉ đạo, tổ chức thực hiện những quyết định của Thành ủy và Ban Thường vụ; chỉ đạo công tác xây dựng Đảng, xây dựng đội ngũ cán bộ chủ chốt và chịu trách nhiệm về công tác tổ chức, cán bộ; giữ mối quan hệ giữa Thành uỷ với cấp trên, xây dựng khối đoàn kết thống nhất trong Ban Chấp hành, Ban Thường vụ và Thường trực Thành ủy. Chỉ đạo kiểm tra, giám sát việc thực hiện các nhiệm vụ trong từng thời kỳ; chỉ đạo các vấn đề cơ mật về Quốc phòng, an ninh, đối ngoại. Là Bí thư Đảng uỷ Quân sự.

## Phụ cấp
Mức phụ cấp trách nhiệm: Ủy viên ban chấp hành đảng bộ cấp tỉnh, thành phố trực thuộc Trung ương và tương đương hưởng hệ số 0,5 mức lương tối thiểu.

## Danh sách Thành ủy Việt Nam

### Nhiệm kỳ 2015-2020
Riêng 5 thành phố trực thuộc trung ương sẽ tổ chức Đại hội Đảng bộ chung thời gian với Đại hội Đảng bộ cấp tỉnh
      Bộ Chính trị phân công
      Đại hội Đảng bộ không bầu trực tiếp bí thư
| STT | Thành phố             | Cấp                    | Bí thư               | Khóa  | Nhiệm kỳ               | Ghi chú |
| --- | --------------------- | ---------------------- | -------------------- | ----- | ---------------------- | ------- |
| 1   | Hà Nội                | Trung ương             | Hoàng Trung Hải      | XVI   | 02/2016-07/02/2020     | UVBCT   |
| 1   | Hà Nội                | Trung ương             | Vương Đình Huệ       | XVI   | 07/02/2020 -           | UVBCT   |
| 2   | Thành phố Hồ Chí Minh | Trung ương             | Đinh La Thăng        | X     | 02/2016-10/05/2017     |         |
| 2   | Thành phố Hồ Chí Minh | Trung ương             | Nguyễn Thiện Nhân    | X     | 10/05/2017-            | UVBCT   |
| 3   | Hải Phòng             | Trung ương             | Lê Văn Thành         | XIV   | 23/10/2015-            |         |
| 4   | Đà Nẵng               | Trung ương             | Nguyễn Xuân Anh      | XXI   | 16/10/2015- 7/10/2017  |         |
| 4   | Đà Nẵng               | Trung ương             | Trương Quang Nghĩa   | XXI   | 7/10/2017 - 22/10/2020 | UVTW    |
| 5   | Cần Thơ               | Trung ương             | Trần Quốc Trung      | XIII  | 25/9/2015-             |         |
| 6   | Huế                   | Tỉnh Thừa Thiên - Huế  | Huỳnh Cư             | XI    | 13/8/2015-             |         |
| 7   | Vinh                  | Tỉnh Nghệ An           | Võ Viết Thanh        | XXIII | 24/7/2015-             |         |
| 8   | Đà Lạt                | Tỉnh Lâm Đồng          | Trần Đức Quận        | XI    | 23/7/2015-17/9/2015    |         |
| 8   | Đà Lạt                | Tỉnh Lâm Đồng          | Huỳnh Thị Thanh Xuân | XI    | 17/9/2015-             |         |
| 9   | Nha Trang             | Tỉnh Khánh Hòa         | Trần An Khánh        | XVI   | 22/7/2015-             |         |
| 10  | Buôn Ma Thuột         | Tỉnh Đắk Lắk           | Y Thanh Hà Niê Kdăm  | XIV   | 29/8/2015-             |         |
| 11  | Quy Nhơn              | Tỉnh Bình Định         | Nguyễn Văn Dũng      | XIII  | 25/6/2015-             |         |
| 12  | Thái Nguyên           | Tỉnh Thái Nguyên       | Bùi Xuân Hòa         | XVII  | 4/8/2015-              |         |
| 13  | Nam Định              | Tỉnh Nam Định          | Phạm Đình Nghị       | XVI   | 6/8/2015-              |         |
| 14  | Việt Trì              | Tỉnh Phú Thọ           | Nguyễn Huy Hoàng     | XX    | 31/7/2015-             |         |
| 15  | Hạ Long               | Tỉnh Quảng Ninh        | Trần Đức Lâm         | XXIV  | 7/8/2015-              |         |
| 16  | Vũng Tàu              | Tỉnh Bà Rịa – Vũng Tàu | Mai Ngọc Thuận       | VI    | 30/7/2015-             |         |
| 17  | Thanh Hóa             | Tỉnh Thanh Hóa         | Nguyễn Xuân Phi      | XX    | 13/5/2015              |         |
| 18  | Biên Hòa              | Tỉnh Đồng Nai          | Nguyễn Phú Cường     | XI    | 21/8/2015              |         |
| 19  | Mỹ Tho                | Tỉnh Tiền Giang        | Đặng Thanh Liêm      | XI    | 18/8/2015-             |         |
| 20  | Hải Dương             | Tỉnh Hải Dương         | Đoàn Việt Hùng       | XXII  | 21/8/2015              |         |
| 21  | Long Xuyên            | Tỉnh An Giang          | Trần Thị Thanh Hương | XI    | 30/6/2015-             |         |
| 22  | Phan Thiết            | Tỉnh Bình Thuận        | Nguyễn Thu Sơn       | XI    | 8/8/2015-              |         |
| 23  | Pleiku                | Tỉnh Gia Lai           | Châu Ngọc Tuấn       | XI    | 22/7/2015-             |         |
| 24  | Cà Mau                | Tỉnh Cà Mau            | Hồ Việt Trung        | XI    | 7/8/2015-              |         |
| 25  | Tuy Hòa               | Tỉnh Phú Yên           | Đào Bảo Minh         | XV    | 15/8/2015-             |         |
| 26  | Uông Bí               | Tỉnh Quảng Ninh        | Nguyễn Ngọc Thu      | XIX   | 18/6/2015-             |         |
| 27  | Bà Rịa                | Tỉnh Bà Rịa-Vũng Tàu   | Lương Trí Tiên       | V     | 1/7/2015-              |         |
| 28  | Bạc Liêu              | Tỉnh Bạc Liêu          | Cao Xuân Thu Vân     | XI    | 27/6/2015-             |         |
| 29  | Bắc Giang             | Tỉnh Bắc Giang         | Nguyễn Sỹ Nhận       | XXI   | 21/8/2015              |         |
| 30  | Bắc Ninh              | Tỉnh Bắc Ninh          | Vương Quốc Tuấn      | XXI   | 18/07/2015-            |         |
| 31  | Đồng Hới              | Tỉnh Quảng Bình        | Trần Công Thuật      | XX    | 29/8/2015-             |         |
| 32  | Lào Cai               | Tỉnh Lào Cai           | Mai Đình Định        | XXII  | 08/07/2015-            |         |
| 33  | Ninh Bình             | Tỉnh Ninh Bình         | Lê Hữu Quý           | XIX   | 14/07/2015-            |         |
| 34  | Rạch Giá              | Tỉnh Kiên Giang        | Nguyễn Văn Phích     | XI    | 14/8/2015-             |         |
| 35  | Thái Bình             | Tỉnh Thái Bình         | Đỗ Đình An           | XXVII | 11/6/2015-             |         |
| 36  | Thủ Dầu Một           | Tỉnh Bình Dương        | Võ Văn Minh          | XI    | 15/7/2015-             |         |
| 37  | Vĩnh Yên              | Tỉnh Vĩnh Phúc         | Trần Ngọc Oanh       | XX    | 2/6/2015-              |         |
| 38  | Lạng Sơn              | Tỉnh Lạng Sơn          | Đào Đức Hoan         | XXII  | 24/7/2015-             |         |
| 39  | Yên Bái               | Tỉnh Yên Bái           | Ngô Hạnh Phúc        | XIX   | 30/7/2015-             |         |
| 40  | Quảng Ngãi            | Tỉnh Quảng Ngãi        | Nguyễn Tăng Bính     | XV    | 8/7/2015-              |         |
| 41  | Cao Lãnh              | Tỉnh Đồng Tháp         | Lê Thành Công        | VIII  | 8/8/2015-              |         |
| 42  | Điện Biên Phủ         | Tỉnh Điện Biên         | Lâm Văn Năm          | VI    | 12/8/2015-             |         |
| 43  | Cẩm Phả               | Tỉnh Quảng Ninh        | Trần Văn Hùng        | XXII  | 12/8/2015-             |         |
| 44  | Đông Hà               | Tỉnh Quảng Trị         | Nguyễn Đăng Quang    | XII   | 23/7/2015-             |         |
| 45  | Hòa Bình              | Tỉnh Hòa Bình          | Quách Tùng Dương     | XXII  | 22/7/2015-             |         |
| 46  | Kon Tum               | Tỉnh Kon Tum           | Lê Đình Quang        | XI    | 13/8/2015-             |         |
| 47  | Phan Rang - Tháp Chàm | Tỉnh Ninh Thuận        | Trần Minh Nam        | XI    | 30/7/2015-             |         |
| 48  | Sa Đéc                | Tỉnh Đồng Tháp         | Nguyễn Tôn Hoàng     | XI    | 21/8/2015              |         |
| 49  | Sầm Sơn               | Tỉnh Thanh Hóa         | Mai Xuân Liêm        | XVI   | 03/07/2016             |         |
| 50  | Sóc Trăng             | Tỉnh Sóc Trăng         | Lê Văn Cần           | XI    | 25/6/2015-             |         |
| 51  | Sơn La                | Tỉnh Sơn La            | Nguyễn Thái Hưng     | XVIII | 13/8/2015-             |         |
| 52  | Tam Kỳ                | Tỉnh Quảng Nam         | Nguyễn Văn Lúa       | XIX   | 5/8/2015-              |         |
| 53  | Hà Tĩnh               | Tỉnh Hà Tĩnh           | Hoàng Trung Dũng     | XX    | 21/7/2015-             |         |
| 54  | Hội An                | Tỉnh Quảng Nam         | Kiều Cư              | XVII  | 24/7/2015-             |         |
| 55  | Bến Tre               | Tỉnh Bến Tre           | Nguyễn Văn Đức       | XI    | 16/06/2015 -           |         |
| 56  | Châu Đốc              | Tỉnh An Giang          | Phạm Thành Thái      | XI    | 22/7/2015-             |         |
| 57  | Hưng Yên              | Tỉnh Hưng Yên          | Tạ Hồng Quảng        | XX    | 20/8/2015-             |         |
| 58  | Móng Cái              | Tỉnh Quảng Ninh        | Nguyễn Quang Điệp    | XIII  | 1/8/2015-              |         |
| 59  | Phủ Lý                | Tỉnh Hà Nam            | Đỗ Văn Sáng          | XXII  | 17/7/2015-             |         |
| 60  | Tân An                | Tỉnh Long An           | Trần Kim Lân         | X     | 7/8/2015-              |         |
| 61  | Trà Vinh              | Tỉnh Trà Vinh          | Nguyễn Trung Dũng    | XI    | 21/7/2015-             |         |
| 62  | Vĩnh Long             | Tỉnh Vĩnh Long         | Nguyễn Văn Quang     | XI    | 17/7/2015-             |         |
| 63  | Bảo Lộc               | Tỉnh Lâm Đồng          | Lê Hoàng Phụng       | V     | 31/7/2015-             |         |
| 64  | Cam Ranh              | Tỉnh Khánh Hòa         | Nguyễn Khắc Toàn     | XI    | 29/7/2015-             |         |
| 65  | Hà Giang              | Tỉnh Hà Giang          | Trần Mạnh Lợi        | XVII  | 11/7/2015-             |         |
| 66  | Tuyên Quang           | Tỉnh Tuyên Quang       | Nông Thị Bích Huệ    | XIX   | 29/8/2015-             |         |
| 67  | Vị Thanh              | Tỉnh Hậu Giang         | Võ Minh Tâm          | XI    | 11/7/2015-             |         |
| 68  | Cao Bằng              | Tỉnh Cao Bằng          | Dương Quang Văn      | XVII  | 25/8/2015-             |         |
| 69  | Tây Ninh              | Tỉnh Tây Ninh          | Phạm Văn Tân         | XI    | 24/06/2015-            |         |
| 70  | Lai Châu              | Tỉnh Lai Châu          | Vương Văn Thắng      | III   | 18/6/2015-             |         |
| 71  | Tam Điệp              | Tỉnh Ninh Bình         | Đinh Công Toản       | IX    | 18/6/2015-             |         |
| 72  | Sông Công             | Tỉnh Thái Nguyên       | Nguyễn Khắc Lâm      | VIII  | 7/8/2015-              |         |
| 73  | Bắc Kạn               | Tỉnh Bắc Kạn           | Triệu Đức Lân        | VI    | 4/8/2015-              |         |

## Tham khảɒ
1. ↑  Quy định về chế độ phụ cấp trách nhiệm đối với cấp ủy viên các cấp  Lưu trữ ngày 5 tháng 9 năm 2015 tại Wayback Machine, danguykccq,
2. ↑  "Bản sao đã lưu trữ". Bản gốc lưu trữ ngày 10 tháng 5 năm 2017. Truy cập ngày 10 tháng 5 năm 2017.
3. ↑  "Bản sao đã lưu trữ". Bản gốc lưu trữ ngày 10 tháng 5 năm 2017. Truy cập ngày 10 tháng 5 năm 2017.
4. ↑  "TRT >> Tin tức". Truy cập ngày 13 tháng 5 năm 2018.
5. ↑  "Đảng bộ Thành phố Vinh Đại hội đại biểu đảng bộ lần thứ XXIII". Báo Công An Nghệ An. Truy cập ngày 13 tháng 5 năm 2018.
6. ↑  "Bế mạc Đại hội đại biểu Đảng bộ thành phố Đà Lạt lần thứ XI (nhiệm kỳ 2015 - 2020)". Báo Lâm Đồng. Bản gốc lưu trữ ngày 27 tháng 7 năm 2015. Truy cập ngày 13 tháng 5 năm 2018.
7. ↑  "Bản sao đã lưu trữ". Bản gốc lưu trữ ngày 19 tháng 9 năm 2015. Truy cập ngày 17 tháng 9 năm 2015.
8. ↑  "Bản sao đã lưu trữ". Bản gốc lưu trữ ngày 4 tháng 3 năm 2016. Truy cập ngày 29 tháng 8 năm 2015.
9. ↑  "Đại hội Đại biểu Đảng bộ thành phố Quy Nhơn lần thứ XIII thành công tốt đẹp". Truy cập ngày 13 tháng 5 năm 2018.
10. ↑  http://www.thainguyentv.vn/default.aspx?tabid=494&ID=173390&CateID=434 [liên kết hỏng]
11. ↑  "Bản sao đã lưu trữ". Bản gốc lưu trữ ngày 24 tháng 9 năm 2015. Truy cập ngày 16 tháng 8 năm 2015.
12. ↑  "Bản sao đã lưu trữ". Bản gốc lưu trữ ngày 19 tháng 10 năm 2017. Truy cập ngày 16 tháng 8 năm 2015.
13. ↑  "Đại hội Đảng bộ Thành phố Vũng Tàu lần thứ VI, nhiệm kỳ 2015". Bản gốc lưu trữ ngày 1 tháng 8 năm 2015. Truy cập ngày 13 tháng 5 năm 2018.
14. ↑  "Đại hội Đảng bộ thành phố Thanh Hóa lần thứ XX, nhiệm kỳ 2015". Bản gốc lưu trữ ngày 5 tháng 3 năm 2016. Truy cập ngày 13 tháng 5 năm 2018.
15. ↑  "Bản sao đã lưu trữ". Bản gốc lưu trữ ngày 19 tháng 10 năm 2017. Truy cập ngày 16 tháng 8 năm 2015.
16. ↑  "Trang thông tin điện tử". Bản gốc lưu trữ ngày 9 tháng 3 năm 2016. Truy cập ngày 13 tháng 5 năm 2018.
17. ↑  "Đại hội đại biểu Đảng bộ Thành phố Pleiku khóa XI (nhiệm kỳ 2015-2020): Biểu quyết thông qua các nhiệm vụ quan trọng". Báo Gia Lai. Truy cập ngày 13 tháng 5 năm 2018.
18. ↑  "Đại hội đại biểu Đảng bộ Thành phố Cà Mau lần thứ XI, nhiệm kỳ 2015 - 2020, thành công tốt đẹp:". Báo ảnh Đất Mũi Online. Bản gốc lưu trữ ngày 9 tháng 3 năm 2016. Truy cập ngày 13 tháng 5 năm 2018.
19. ↑  "Phú Yên Online". Bản gốc lưu trữ ngày 21 tháng 9 năm 2015. Truy cập ngày 13 tháng 5 năm 2018.
20. ↑  "Bế mạc Đại hội Đại biểu Đảng bộ Thành phố Uông Bí khóa XIX, nhiệm kỳ 2015-2020". Báo Quảng Ninh. Bản gốc lưu trữ ngày 23 tháng 9 năm 2015. Truy cập ngày 13 tháng 5 năm 2018.
21. ↑  "Bế mạc Đại hội đại biểu Đảng bộ Thành phố Bà Rịa lần thứ V, nhiệm kỳ 2015". Bản gốc lưu trữ ngày 23 tháng 9 năm 2015. Truy cập ngày 13 tháng 5 năm 2018.
22. ↑  http://dangcongsan.vn/cpv/Modules/News/NewsDetail.aspx?co_id=28340682&cn_id=720756 [liên kết hỏng]
23. ↑  "Bản sao đã lưu trữ". Bản gốc lưu trữ ngày 23 tháng 9 năm 2015. Truy cập ngày 16 tháng 8 năm 2015.
24. ↑  "Bế mạc Đại hội Đảng bộ thành phố Đồng Hới lần thứ XX, nhiệm kỳ 2015-2020". BaoQuangBinh. Truy cập ngày 13 tháng 5 năm 2018.
25. ↑  "Đại hội Đảng bộ thành phố Lào Cai lần thứ XXII thành công tốt đẹp". BaoLaoCai. Bản gốc lưu trữ ngày 13 tháng 7 năm 2015. Truy cập ngày 13 tháng 5 năm 2018.
26. ↑  "Bế mạc Đại hội đại biểu Đảng bộ thành phố Ninh Bình lần thứ XIX". Báo Ninh Bình. Truy cập ngày 13 tháng 5 năm 2018.
27. ↑  "Hoạt động Thành Ủy". UBND tỉnh Kiên Giang. Bản gốc lưu trữ ngày 19 tháng 10 năm 2017. Truy cập ngày 13 tháng 5 năm 2018.
28. ↑  "Bế mạc Đại hội đại biểu Đảng bộ TP.Thủ Dầu Một lần thứ XI, nhiệm kỳ 2015-2020". Bản gốc lưu trữ ngày 17 tháng 7 năm 2015. Truy cập ngày 13 tháng 5 năm 2018.
29. ↑  "Báo điện tử VnMedia". Báo điện tử VnMedia - Tập đoàn Bưu chính Viễn thông Việt Nam. Truy cập ngày 13 tháng 5 năm 2018.[liên kết hỏng]
30. ↑  "Bản sao đã lưu trữ". Bản gốc lưu trữ ngày 8 tháng 12 năm 2016. Truy cập ngày 16 tháng 8 năm 2015.
31. ↑  http://yenbai.gov.vn/vi/tinhban/daihoidang2015/Pages/chitiettin.aspx?itm=161&mnId=0 [liên kết hỏng]
32. ↑  "Bế mạc Đại hội đại biểu Đảng bộ thành phố Quảng Ngãi lần thứ XV". Báo Điện tử Quảng Ngãi. Truy cập ngày 13 tháng 5 năm 2018.
33. ↑  "Đại hội đại biểu Đảng bộ TP.Cao Lãnh và huyện Hồng Ngự thành công tốt đẹp". Bản gốc lưu trữ ngày 10 tháng 8 năm 2015. Truy cập ngày 13 tháng 5 năm 2018.
34. ↑  "Quảng Ninh: Đại hội đại biểu Đảng bộ Thành phố Cẩm Phả thành công tốt đẹp". infonet.vn. ngày 15 tháng 8 năm 2015. Truy cập ngày 13 tháng 5 năm 2018.
35. ↑  "Bản sao đã lưu trữ". Bản gốc lưu trữ ngày 24 tháng 9 năm 2015. Truy cập ngày 16 tháng 8 năm 2015.
36. ↑  "Đại hội Đảng bộ thành phố Kon Tum lần thứ XI (nhiệm kỳ 2015-2020)". Báo KonTum Online. Truy cập ngày 13 tháng 5 năm 2018.
37. ↑  "Bản sao đã lưu trữ". Bản gốc lưu trữ ngày 19 tháng 10 năm 2017. Truy cập ngày 16 tháng 8 năm 2015.
38. ↑  "Báo Sơn La Điện tử". Bản gốc lưu trữ ngày 23 tháng 9 năm 2015. Truy cập ngày 13 tháng 5 năm 2018.
39. ↑  http://dangcongsan.vn/cpv/Modules/News/NewsDetail.aspx?co_id=28340801&cn_id=727383 [liên kết hỏng]
40. ↑  "Đại hội đại biểu Đảng bộ Hội An lần thứ XVII: Sự kết tinh trí tuệ của toàn đảng, toàn dân thành phố". Truyền thanh - Truyền hình Hội An. Truy cập ngày 13 tháng 5 năm 2018.
41. ↑  "Bản sao đã lưu trữ". Bản gốc lưu trữ ngày 20 tháng 8 năm 2015. Truy cập ngày 16 tháng 8 năm 2015.
42. ↑  "Tuyên giáo An Giang". Truy cập ngày 13 tháng 5 năm 2018.
43. ↑  "Bản sao đã lưu trữ". Bản gốc lưu trữ ngày 31 tháng 10 năm 2015. Truy cập ngày 16 tháng 8 năm 2015.
44. ↑  "Đại hội Đại biểu Đảng bộ Thành phố Tân An lần thứ X thành công tốt đẹp". Truy cập ngày 13 tháng 5 năm 2018.
45. ↑  http://travinh.gov.vn/wps/portal/!ut/p/c0/04_SB8K8xLLM9MSSzPy8xBz9CP0os3jHQHdHEzcPIwMDV09nAyMv7wALQw9fd4swQ_2CbEdFAJmreaI!/?WCM_PORTLET=PC_7_AQGA4FH200EIC02JKP81HMGO41_WCM&WCM_GLOBAL_CONTEXT=/wps/wcm/connect/Web%20Content/portaltravinh/tintucsukien/tinnoibat/dai+hoi+dai+bieu+dang+bo+thanh+pho+tra+vinh+lan+thu... Lưu trữ ngày 4 tháng 10 năm 2018 tại Wayback Machine
46. ↑  "Đại hội đại biểu Đảng bộ Thành phố Bảo Lộc lần thứ V bế mạc". Báo Lâm Đồng. Truy cập ngày 13 tháng 5 năm 2018.
47. ↑  "(TTV) Bế mạc Đại hội đại biểu Đảng bộ thành phố Tuyên Quang, nhiệm kỳ 2015". Truy cập ngày 13 tháng 5 năm 2018.[liên kết hỏng]
48. ↑  ".:WELCOME TO VI THANH CITY:". Bản gốc lưu trữ ngày 19 tháng 10 năm 2017. Truy cập ngày 13 tháng 5 năm 2018.
49. ↑  "Bế mạc Đại hội đại biểu Đảng bộ Thành phố và huyện Bảo Lạc nhiệm kỳ 2015". Bản gốc lưu trữ ngày 23 tháng 9 năm 2015. Truy cập ngày 13 tháng 5 năm 2018.
50. ↑  "Bản sao đã lưu trữ". Bản gốc lưu trữ ngày 19 tháng 10 năm 2017. Truy cập ngày 16 tháng 8 năm 2015.
51. ↑  http://dangcongsan.vn/cpv/Modules/News/NewsDetail.aspx?co_id=30110&cn_id=719191 [liên kết hỏng]
52. ↑  "Đại hội đại biểu Đảng bộ thành phố Bắc Kạn lần thứ VI, nhiệm kỳ 2015 - 2020 thành công tốt đẹp". Báo Bắc Kạn. Bản gốc lưu trữ ngày 23 tháng 9 năm 2015. Truy cập ngày 13 tháng 5 năm 2018.